# Sječevac
Sječevac is een plaats in de gemeente Samobor in de Kroatische provincie Zagreb. De plaats telt 15 inwoners (2001).